# Драгана Ђорђевић (иконописац)
Драгана Ђорђевић је рођена 28. марта 1960. године у Ћуприји. Као студент почела је да учи иконопис код монахиње Порфирије из Грчке, да би од 1988. године кренула са самосталним радом. Њено стваралаштво у традиционалној техници (пигмент на дрвеној дасци) обележено је угледањем на велике мајсторе касновизантијског периода.
Од 1997. члан је УПИДИВ-а и током више од 30 година искуства представила је своје умеће на бројним изложбама у Србији и иностранству и узела учешће у неколико сликарских колонија. У богатој каријери иза ње стоји на стотине икона изведених за домове и цркве како православних тако и хришћана римокатоличке вероисповести.
Највећи број њених икона данас се налази у Србији и Грчкој, али је добијала поруџбине и из других земаља, укључујући Мађарску, Италију, Босну, Хрватску, Русију, Велику Британију, Америку и Аустралију. Међу најистакнутијим пројектима Драгане Ђорђевић издвајају се четири иконостаса (црква Св. Петке у Неа Каликратији, црква Св. Симеона Мироточивог у Ветернику, црква Св. Кирика и Јулите у Карину и мала капела у близини Неа Мармараса) и четири мозаичке иконе (техника у коју је уполовила 2004) изведене за манастир Светих Апостола у близини Солуна.

## Најзначајније изложбе
Године 1987, Вршац, Смотра савременог иконописа код Срба
Године 1993, Београд, Други сабор савременог иконописа код Срба (Народни музеј)
Године 1995, Београд, Савремена православна српска уметност (Музеј примењене уметности)
Године 1998, Љубостиња-Трстеник, Јефимијини дани
Године 2001, Београд, Мајска изложба (Музеј 25. мај)
Године 2002, Београд, изложба Православље и стваралаштво" (Кућа Ђуре Јакшића)
Године 2003, Шабац, Галерија Вере Благојевић
Године 2005, Београд, Мајска изложба (Музеј 25. мај)
јануар 2006, Париз, у организацији УНЕСКО
фебруар 2006, Милано, изложба Сусрет култура: икона, поглед у вечност (Футуре Арт Галлерy)
мај 2006, Луксембург
мај 2008, Београд, изложба Икона у 21. веку (Галерија Прогрес)
Године 2010, Стара Пазова, изложба Иконописци Војводине
Године 2012, Београд, изложба икона "Св. Максим Исповедник" (Православни богословски факултет)

## Галерија
- Иконостас у цркви Св. Петке у Неа Каликратији, Грчка. Иконе насликала Драгана Ђорђевић
- Иконостас у цркви Св. Петке у Неа Каликратији, Грчка. Иконе насликала Драгана Ђорђевић
- Иконостас у цркви Св. Симеона Мироточивог у Ветернику, Србија. Иконе насликала Драгана Ђорђевић
- Иконостас у цркви Св. Симеона Мироточивог у Ветернику, Србија. Иконе насликала Драгана Ђорђевић
- Улаз у манастирску цркву Светих Апостола у близини Солуна. Мозаике извела Драгана Ђорђевић